# Flooxer
Flooxer era una plataforma de contenido audiovisual, pero actualmente es una marca interna de Atresplayer que pertenece a Atresmedia.

## Historia
El martes 17 de noviembre de 2015, el Consejero Delegado del grupo Atresmedia, Silvio González, y José Manuél González Pacheco, director general de Atresmedia Digital, presentaron el proyecto un día después de que se abriera la página web. Agregaron que la página se estuvo gestando 6 meses hasta llegar al lanzamiento.
Con el relanzamiento del servicio de transmisión Atresplayer en 2019, todos los contenidos de Flooxer quedaron integrados en la nueva plataforma, relegando a Flooxer como una marca del sitio.

## Servicios y desarrollo
Con esta plataforma, pretenden acercarse a un grupo más joven mediante el sistema de vídeos cortos que también funciona en YouTube. Para ello, cuenta con antiguo y nuevo material de youtubers consagrados como Auronplay, JPelirrojo, 8cho, Mr. Jagger, Wismichu, etc. No todo lo integran youtubers, también tratan temas como las tendencias en decoración, con el diseñador de interiores con Sergio García o la comedia con David Suárez o el cine con especialistas como Nacho Vigalondo y Pepe Colubi. También se utiliza como difusión de programas de los propios canales de televisión como El hormiguero, El intermedio o Tu cara me suena, dividiéndolos en vídeos cortos.